# Weisendorf
Weisendorf er en købstad (markt) i  Landkreis Erlangen-Höchstadt i Regierungsbezirk Mittelfranken i den tyske delstat Bayern. 

## Geografi
Byen ligger cirka 15 km  vest for Erlangen og mange indbyggere pendler dertil.

### Bydele
I Weisendorf ligger følgende bydele og bebyggelser: Boxbrunn, Buch, Kairlindach, Mitteldorf, Nankendorf, Neuenbürg, Oberlindach, Reinersdorf, Reuth, Rezelsdorf, Sauerheim, Schmiedelberg, Sintmann og Weisendorf.
Nabokommuner er  (med uret fra nord):

Höchstadt an der Aisch, Heßdorf, Großenseebach, Herzogenaurach, Aurachtal, Oberreichenbach, Gerhardshofen, Dachsbach, Uehlfeld.
- Wikimedia Commons har flere filer relateret til Weisendorf